# هلن انول

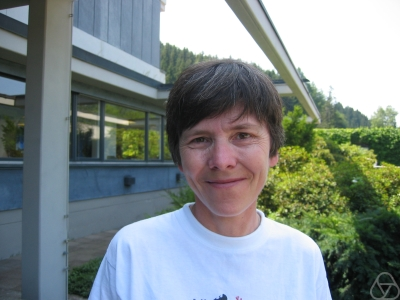
تصویر هلن انول

هلن انول (به فرانسوی: Hélène Esnault) (زاده ۱۷ ژوئیه ۱۹۵۳ در پاریس) یک ریاضیدان اهل فرانسه است که در زمینۀ هندسه جبری کار می‌کند. او از سال ۲۰۱۲ دارای کرسی آینشتاین در دانشگاه آزاد برلین است. پیش از آن بیشتر سال‌های کاری او در دانشگاه دویزبورگ-اسن در شهر اسن آلمان گذشت. او همچنین در موسسۀ ریاضیات ماکس پلانک در بن فعالیت داشته است. او در سال ۱۹۷۶ با تزی دربارۀ «تکینگی‌های گروه‌های جبری» با سرپرستی له دانگ ترونگ مدرک دکترایش را گرفت. او دارای هر دو ملیت آلمانی و فرانسوی است. انول در سال ۲۰۰۷ جزو ناشران و بنیانگذاران مجلۀ «جبر و نظریه اعداد» و از سال ۱۹۹۸ تا ۲۰۱۰ جزو ناشران ماتماتیشه آنالن بوده است. در سال ۲۰۰۲ او بعنوان سخنران مدعو در کنگره جهانی ریاضیدانان در پکن سخنرانی داشته است. او جوایز بسیاری در ریاضیات دریافت کرده است از جمله در سال ۲۰۰۳ به همراه همسرش اکارت فی وگ برندۀ جایزۀ لایبنیتس شدند.